# Ngỗng đen

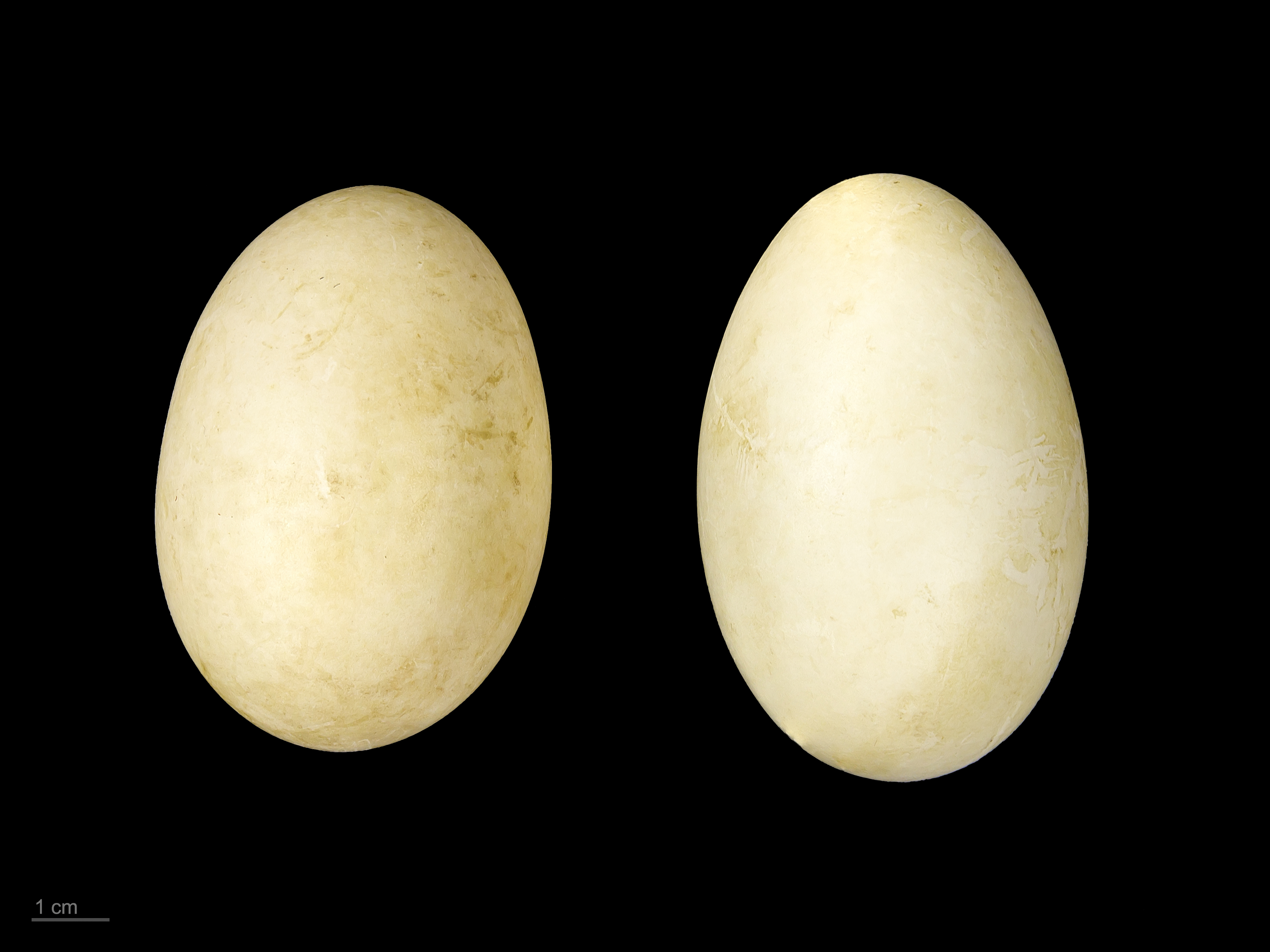
Branta bernicla

Branta bernicla là một loài chim trong họ Vịt.
Đây là loài ngỗng nhỏ với mỏ ngắn và dày. Loài này có chiều dài 55–66 cm (22-26 inch), dài 106–121 cm (42-48 inch) trên cánh và trọng lượng 0,88-2,2 kg (1,9-4,9 lb).  Đuôi dưới là màu trắng tinh, và đuôi đen và rất ngắn (ngắn nhất của bất kỳ loài ngỗng nào khác).